# نقل كابلات كابريو

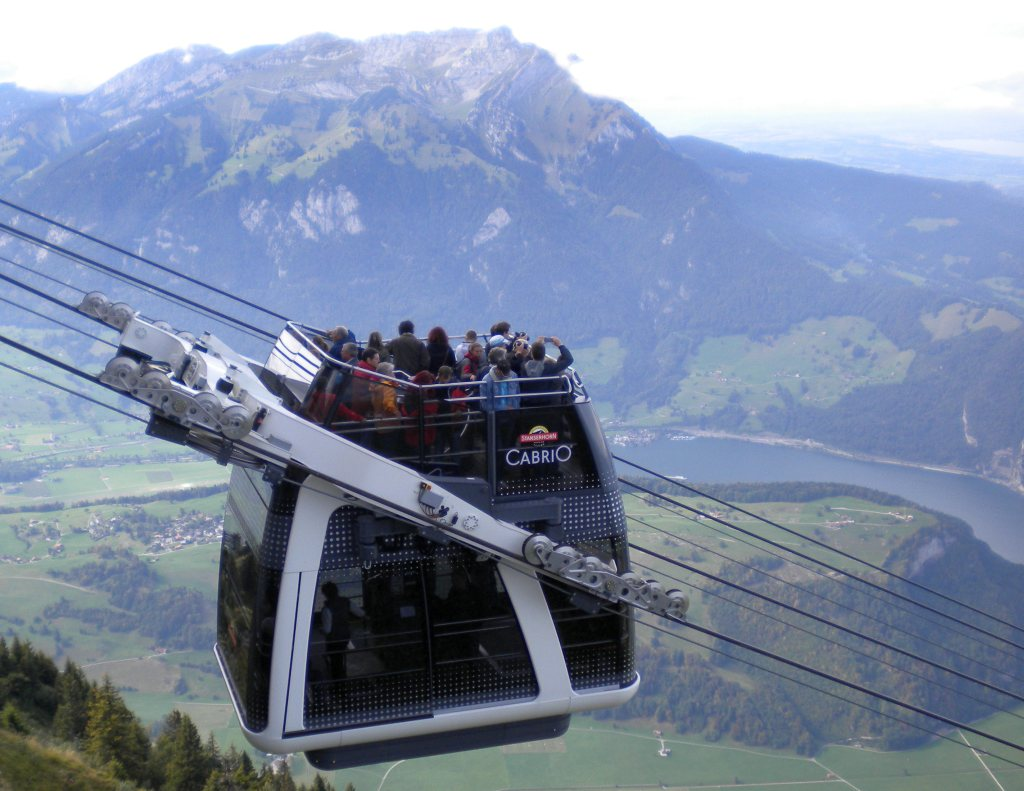
نقل كابلات كابريو, ويبدو في الخلفية جبل "بيلاتو".

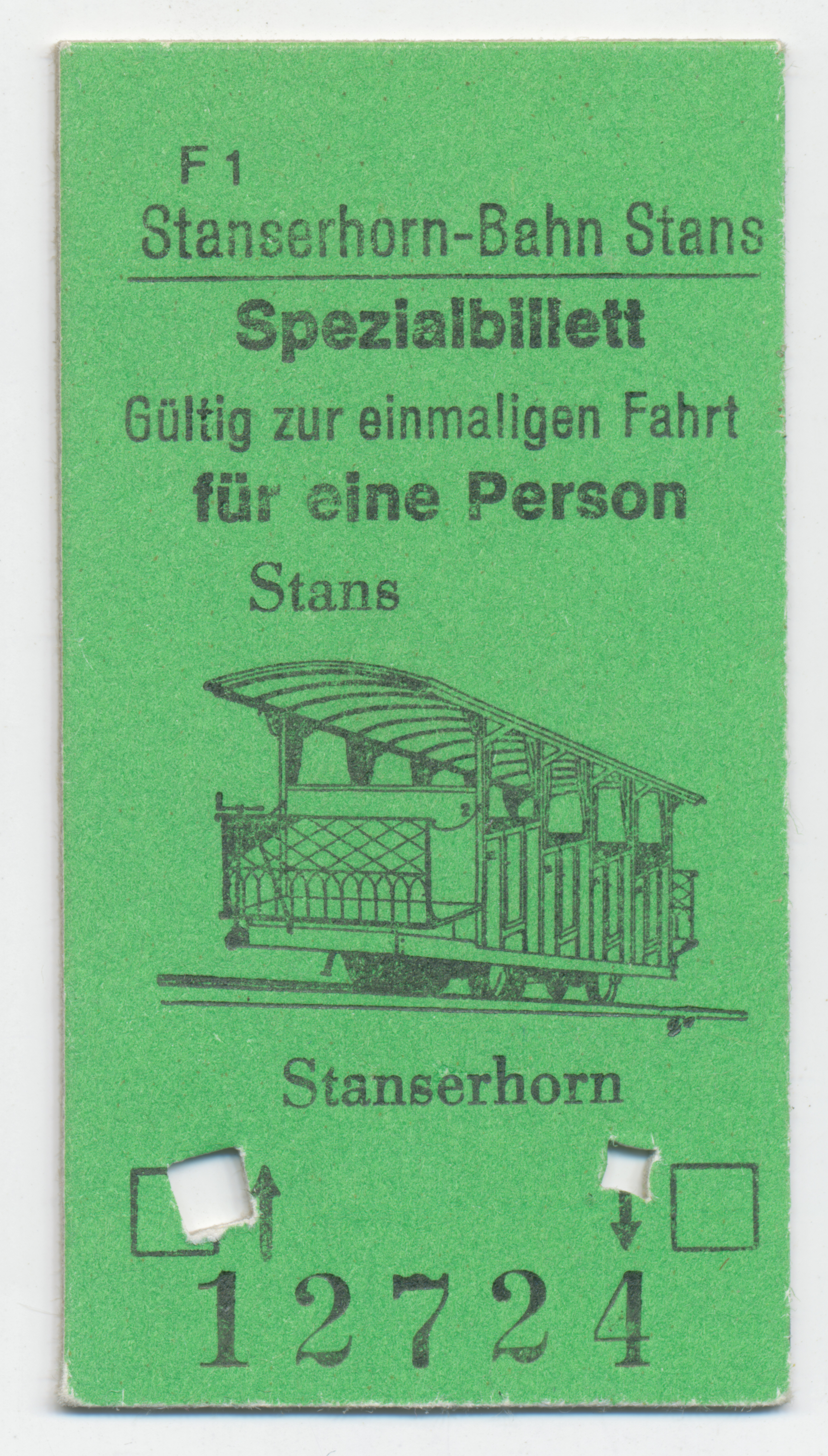
Spezialbillett.

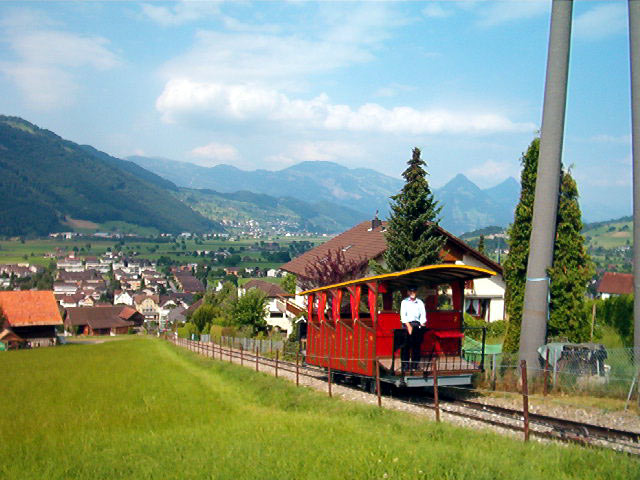
قطار ستانزرهورن ، وكان يسحب بالكابلات.

نقل كابلات كابريو أو نقل كابلات ستانزرهورن (بالألمانية: Stanserhorn-Bahn (أو مختصرا SthB)) هو خط نقل بالكابلات في سويسرا يصعد بالركاب من بلدة ستانز إلى قمة جبل «ستانزرهورن».

## تاريخه
افتتح أقدم نقل كابلات في ستانزرهورن في عام 1893 وكان يعمل بالكهرباء، ويصل إلى قمة ستانزرهورن على ارتفاع 1896 في وسط سويسرا. قام ببنائه فراز بوخر وجوزيف دورر وكان من أوائل النقل بالكابلات في العالم.

## التشغيل الحالي
في أكتوبر 1970 تسبب أعصار وبرق في اشعال النار في الفندق وفي ورشة التشغيل. ونظرا لاقتصار تصريح تشغيل نقل الكابل حتى عام 1973 فقد أجريت الإصلاحات الضرورية فقط للمنشآت وعمل نقل الكابلات حتى أكتوبر 1974.

### أول نقل كابلا معلق 1975
خلال تلك الفترة بدأ التفكير في إنشاء خط نقل كابلات جديد يبدأ من محطة «كالتي» على أن يكون بطول 2330 متر حتى يصل إلى قمة «ستانزرهورن». وعمل هذا الخط في عام 1975، ثم تقرر الاحتفاظ بجزئه الأول، وبدأ التفكير من جديد في خط أحدث.

### ثاني نقل كابلات معلق 2012
كان التصريح لتشغيل نقل الكابلات المعلق من 1975 حتى 2011، وكانت آخر سفرية له في 23 أكتوبر2011 .
واستبدل بنقل كابلات جديد يسمى «كابريو» Cabrio قامت بصناعته شركة «غارافينتا» السويسرية. 

تتكون كابينة نقل الكابلا الجديدة من طابقين يحملهما كابلين بدلا من كابل واحد. تسع الكبينة 60 راكب؛ يركب 30 منهم في الطابق السفلي، ويسع الكابين العلوي 30 راكب. ما يميز تلك الكابينه أن طابقها العلوي مفتوحا في الهواء الطلق. ويمكن الوصول إلى الطابق العلوي عن طريق سلم حلزوني من الطابق السفلي. 

يحمل الكابين كابلان من الجانبين. بهذه الطريقة لا يكون الكابين معلقا أسفل الكابلات وإنما يكون محمولا منهما من الجانبين. 
 وبدأ تشغيل نقل الكابلات كابريو في 29 يونيو 2012. ويستمتع الركاب الذين لا يخافون من الأعالي بمناظر خلابة أثناء الصعود والهبوط من قمة جبل ستانزرهورن.

## كتب
- Christoph Berger: Das kleine Buch vom Stanserhorn. Odermatt, Dallenwil 2005, ISBN 3-907164-12-1.

## وصلات خارجية
- Offizielle Website der Stanserhorn-Bahn
- Ein „neuer Wind“ in der Seilbahntechnik
- Funimag 01 – The Stanserhorn Bahn (englisch)

{{coord|46|57|30|N|8|21|48|E|region:CH-NW_type:landmark}}

## اقرأ أيضا
- النقل بالكابلات
- نقل بالكابلات لاباز
- نقل بالكابلات غرونوبل-الباستيل

‌*القطار الجبلي المائل شويز- ستوس